# Dōza
Le dōza (銅座) est le monopole officiellement reconnu du shogunat Tokugawa sur le cuivre ou guilde du cuivre (za), créé en 1636 et (1701-1712, 1738-1746, 1766-1768).
À l'origine, l'intérêt du shogunat des Tokugawa est d'assurer une valeur constante aux pièces frappées en cuivre, et cela conduit à la compréhension de la nécessité de participer à l'offre de cuivre.
Ce titre du bakufu identifie un bureau de régulation chargé de superviser la frappe de pièces de monnaie en cuivre et de surveiller toutes les mines de cuivre et les activités d'extraction du cuivre au Japon.